# 22898 Falce
22898 Falce (1999 TF12) là một tiểu hành tinh vành đai chính được phát hiện ngày 10 tháng 10 năm 1999 bởi S. Sposetti ở Gnosca.